# 三浦工業
三浦工業株式会社（みうらこうぎょう 英: MIURA CO.,LTD.）は、愛媛県松山市に本社を置く、ボイラーを中心とした機器の製造開発をおこなう企業である。現在は東京証券取引所プライム上場。
小型貫流式蒸気ボイラーのシェアで日本国内トップを誇り、また食品加工機器などでも高いシェアを持つ。

## 概要
1927年、精麦・精米機の製造・販売を目的とする三浦製作所として創業。その後1959年に三浦保が法人化、翌年には同社の主力となる小型貫流ボイラーの製造を開始、日本のみならず世界中でシェアを有する企業に成長する。その後も水処理機器や蒸気滅菌機器、食品加工機器などの分野に進出、それぞれの分野で高いシェアを有している。
「熱・水・環境の分野で、環境に優しい社会、きれいで快適な生活の創造に貢献します」という企業理念を掲げ、クリーンエネルギーを活用した脱炭素社会の実現に取り組んでいる。2017年に運転時のCO2排出がゼロとなる水素燃料の貫流蒸気ボイラを発売し、2021年5月に水素燃料を使用する蒸気ボイラとしては、全国の自治体で初めて「東京都低NOx・低CO2小規模燃焼機器」の認定を受けた。また、量子水素エネルギーを開発する株式会社クリーンプラネットと共同開発契約を締結し、量子水素エネルギーを利用した産業用ボイラの共同開発を進めている。

## 沿革
- 1927年 - 三浦製作所創業。
- 1959年 - 株式会社三浦製作所設立。
- 1978年 - 現社名に変更。
- 1982年 - 大阪証券取引所2部上場。
- 1984年 - 東京証券取引所2部上場。
- 1989年 - 東京証券取引所、大阪証券取引所各1部上場。
- 2008年 - 創立50周年を機にコーポレートマークを一新。
- 2024年5月30日 - ダイキン工業との資本提携を10月1日から開始予定であることを発表。三浦工業の全株式のうち4.67%をダイキン工業が取得する一方、ダイキン工業の100%子会社である株式会社ダイキンアプライドシステムズ（DAPS）の49%を三浦工業が取得し、DAPSを三浦工業との合弁会社化することを発表[2][3]。

## モットー
我々はわが社を最も働きがいのある、最も働きやすい職場にしよう

## CM
2001年からCMに島田紳助を起用していたため、日本テレビ系で放送中の『行列のできる法律相談所』や、テレビ朝日系の『サンデープロジェクト』といった番組にスポンサーで参加するケースが多かった。また、地元テレビ愛媛では、テレビ東京系遅れネットの『開運!なんでも鑑定団』のスポンサーを長年務めている。また京急品川駅や阪急電鉄梅田駅構内には、島田を起用した大型広告も存在した。
しかし、2011年8月23日に島田が自らの不祥事を事由として芸能界からの引退を表明したことに伴い、同社は島田が出演するCMの放送を打ち切ることを発表した。その後はACジャパンに差し替えられ、同年9月をもって『行列』のスポンサーを降板。